# Холокост — клей для обоев?
«Холоко́ст — клей для обо́ев?» — документальный фильм Мумина Шакирова. В фильме демонстрируется реакция на экскурсию в Государственном музее Аушвиц-Биркенау двух молодых девушек, сестёр, возымевших дурную славу своим ответом на вопрос о Холокосте в телевикторине. В название фильма вынесен их ответ на вопрос, попавшийся в викторине: «Что такое Холокост?». 
Фильм участвовал в конкурсе документального кино 35-го Московского международного кинофестиваля. 10 ноября 2013 года Дом еврейской культуры «ЕСОД» в Санкт-Петербурге организовал открытый показ фильма. В ноябре 2013 года состоялась премьера в США  в рамках Бостонского еврейского кинофестиваля.

## Предыстория создания
Студентки Московского государственного текстильного университета, сёстры-близнецы Ксения и Евгения Каратыгины участвовали в телевикторине «Безумно красивые». Им попался вопрос: «Что такое Холокост?». Посовещавшись, девушки дали ответ, что это — клей для обоев. Запись трансляции вызвала бурную реакцию СМИ и пользователей Интернета, девушек обвиняли в "невежестве" и "бессердечии".
В марте 2012 года журналист Мумин Шакиров пригласил сестёр в эфир Радио «Свобода». На радиоинтервью также присутствовала глава  общественного Фонда «Холокост» Алла Гербер. На интервью девушки поведали вкратце историю своей жизни, но не смогли дать каких-либо конкретных ответов на вопросы о катастрофе европейского еврейства в период Второй мировой войны. Тогда Мумин Шакиров решил организовать для сестёр экскурсию в музей Освенцима.

## Сюжет
Фильм повествует о посещении сёстрами Каратыгиными Государственного музея Аушвиц-Биркенау в Освенциме в сопровождении журналиста и кинорежиссёра Мумина Шакирова. В первой части фильма журналист беседует с девушками в поезде на пути в Варшаву. Сёстры рассказывают ему историю своей жизни. Ближе к концу фильма начинается музейная экскурсия, где девушкам рассказывают о катастрофе европейского еврейства и демонстрируют экспонаты. Девушки шокированы, они плачут.